# Rémo Meyer
Rémo Meyer (Langenthal, 12 novembre 1980) è un ex calciatore svizzero, di ruolo difensore.

## Palmarès
- Campionato austriaco: 2

Red Bull Salisburgo: 2006-2007, 2008-2009